# Cribrilina macropunctata
Cribrilina macropunctata är en mossdjursart som beskrevs av Winston, Hayward och Thomas Craig 2000. Cribrilina macropunctata ingår i släktet Cribrilina och familjen Cribrilinidae. Inga underarter finns listade i Catalogue of Life.